# Chililico
Chililico es una localidad de México perteneciente al municipio de Huejutla de Reyes en el estado de Hidalgo.

## Toponimia
Se ignora su significado en náhuatl.

## Geografía
Se encuentra en la región Huasteca; a la localidad le corresponden las coordenadas geográficas 21° 8’ 1.748” de latitud norte y 98° 26’ 25.979” de longitud oeste, con una altitud de 176 m s. n. m. Se encuentra a una distancia aproximada de 2.16 kilómetros al suroeste de la cabecera municipal, Huejutla.
En cuanto a fisiografía se encuentra dentro de las provincia de la Sierra Madre Oriental, dentro de la subprovincia del Carso Huasteco; su terreno es de sierra y lomerío. En lo que respecta a la hidrografía se encuentra posicionado en la región de Pánuco, dentro de la cuenca del río Moctezuma, en la subcuenca del río Los Hules. Cuenta con un clima semicálido húmedo con abundantes lluvias en verano.

## Demografía
En 2020 registró una población de 3863 personas, lo que corresponde al 3.05 % de la población municipal. De los cuales 1931 son hombres y 1932 son mujeres. Tiene 894 viviendas particulares habitadas.
| Gráfica de evolución demográfica de Chililico entre 1900 y 2020                              |
|                                                                                              |
| Población de los censos y conteos del Instituto Nacional de Estadística y Geografía (INEGI). |

## Cultura
La localidad es reconocida por su trabajo en barro, el cual es apreciado por los diseños que se elaboran con técnicas ancestrales, sus diseños fieles a su esencia y tradiciones, son únicos y han dado identidad propia a la cerámica de Chililico.